# Prix Kinuyo Tanaka
Le prix Kinuyo Tanaka (田中絹代賞, Tanaka Kinuyo shō), nommé d'après la comédienne et réalisatrice japonaise Kinuyo Tanaka, est un prix de cinéma créé en 1985 sur l'initiative du réalisateur Masaki Kobayashi,, qui récompense chaque année une actrice japonaise pour l'ensemble de sa carrière. Cette récompense atteste non seulement du mémorable succès de cette carrière mais aussi de sa longévité. Cette récompense honorifique est remise dans le cadre des prix du film Mainichi (毎日映画コンクール, Mainichi eiga konkūru) depuis la 40e cérémonie qui s'est déroulée en 1986.

## Palmarès
L'année indiquée dans ce tableau est l'année d’attribution du prix lors de la cérémonie des prix du film Mainichi, car ce prix récompense l'ensemble de la carrière d'une actrice.
La liste des récipiendaires du prix Kinuyo Tanaka est consultable sur le site du musée Kinuyo Tanaka Bunkakan (田中絹代ぶんか館) de Shimonoseki .
| Année | Actrice                 | Prix du film Mainichi | Source |
| ----- | ----------------------- | --------------------- | ------ |
| 1986  | Sayuri Yoshinaga        | 40e cérémonie         |        |
| 1987  | Chieko Baishō           | 41e cérémonie         |        |
| 1988  | Yoshiko Mita            | 42e cérémonie         |        |
| 1989  | Shima Iwashita          | 43e cérémonie         |        |
| 1990  | Yukiyo Toake            | 44e cérémonie         |        |
| 1991  | Keiko Kishi             | 45e cérémonie         |        |
| 1992  | Kanako Higuchi          | 46e cérémonie         |        |
| 1993  | Shinobu Ōtake           | 47e cérémonie         |        |
| 1994  | Kyōko Kagawa            | 48e cérémonie         |        |
| 1995  | Yoshiko Kuga            | 49e cérémonie         |        |
| 1996  | Ruriko Asaoka           | 50e cérémonie         |        |
| 1997  | Keiko Matsuzaka         | 51e cérémonie         |        |
| 1998  | Chikage Awashima        | 52e cérémonie         |        |
| 1999  | Shiho Fujimura          | 53e cérémonie         |        |
| 2000  | Sumiko Fuji             | 54e cérémonie         |        |
| 2001  | Mieko Harada            | 55e cérémonie         |        |
| 2002  | Mitsuko Baishō          | 56e cérémonie         |        |
| 2003  | Kazuko Yoshiyuki        | 57e cérémonie         |        |
| 2004  | Kaoru Yachigusa         | 58e cérémonie         |        |
| 2005  | Keiko Awaji             | 59e cérémonie         |        |
| 2006  | Ayako Wakao             | 60e cérémonie         |        |
| 2007  | Mitsuko Kusabue         | 61e cérémonie         |        |
| 2008  | Tamao Nakamura          | 62e cérémonie         |        |
| 2009  | Kimiko Yo               | 63e cérémonie         |        |
| 2010  | Keiko Takahashi         | 64e cérémonie         |        |
| 2011  | Kyōko Enami             | 65e cérémonie         |        |
| 2012  | Michiyo Ōkusu           | 66e cérémonie         |        |
| 2013  | Yūko Tanaka             | 67e cérémonie         |        |
| 2014  | Mariko Kaga             | 68e cérémonie         | [ 6 ]  |
| 2015  | Kyōka Suzuki            | 69e cérémonie         |        |
| 2016  | Kaori Momoi             | 70e cérémonie         |        |
| 2017  | Chieko Matsubara        | 71e cérémonie         | [ 7 ]  |
| 2018  | Kumi Mizuno             | 72e cérémonie         | [ 8 ]  |
| 2019  | Kazuko Shirakawa        | 73e cérémonie         | [ 9 ]  |
| 2020  | Jun Fubuki              | 74e cérémonie         | [ 10 ] |
| 2021  | Meiko Kaji              | 75e cérémonie         | [ 11 ] |
| 2022  | Nobuko Miyamoto         | 76e cérémonie         | [ 12 ] |
| 2023  | Shinobu Terajima        | 77e cérémonie         | [ 13 ] |
| 2024  | Hiroko Yakushimaru (en) | 78e cérémonie         | [ 14 ] |
| 2025  | non décerné             | 79e cérémonie         |        |